# Pteroptrix rupina
Pteroptrix rupina är en stekelart som först beskrevs av Prinsloo och Neser 1990.  Pteroptrix rupina ingår i släktet Pteroptrix och familjen växtlussteklar. Inga underarter finns listade i Catalogue of Life.